# 푸른 뇌정 건볼트
《푸른 뇌정 건볼트》는 일본 비디오 게임 개발사 인티 크리에이츠가 제작한 2014년 2D 액션 플랫폼 게임이다. 닌텐도 3DS로 최초로 개발돼 일본에서 2014년 8월 20일 발매됐으며, 이후 마이크로소프트 윈도우와 닌텐도 스위치로 이식판이 출시됐다.
전체적으로 개발사가 이전에 만든 《록맨 제로》의 속도감 있는 게임플레이 형식을 본땄으며, 다수의 적을 동시에 조준하는 록온 기능과 전기를 이용한 특수 능력 뇌격린 등 고유의 시스템도 갖추고 있다. 《푸른 뇌정 건볼트》의 무대는 일반인과 초능력자들이 혼재하는 근미래로, 비인간적인 실험을 일삼는 거대 기업 스메라기 그룹과 '제7의 파동'이라 불리는 능력자들의 조직 '페더' 간의 갈등을 그렸다. 주인공은 페더가 보낸 '푸른 뇌정'의 능력자 건볼트로, 스메라기 그룹의 아이돌 르호를 암살 명령을 수행하는 도중 상상치 못한 음모에 휘말리게 된다.
발매 후 언론에서 호평을 받으면서 2015년 3월까지 전세계 10만 장 판매량을 기록했다. 처음 닌텐도 3DS 발매 후 제작된 닌텐도 스위치판의 경우 후속작 《푸른 뇌정 건볼트 2》과 함께 수록된 《푸른 뇌정 건볼트: 스트라이커 팩》에 포함된 상태로 출시됐다.

## 애니메이션
2016년 7월 3일, 캘리포니아주 로스앤젤레스에서 열린 아니메 엑스포 2016에서 OVA 제작이 발표됐다. 원 방영은 2016년에 예정돼있었으나 이후 연기되면서 2017년 2월 9일 닌텐도 e숍으로 일본어 및 영어판이 송출됐다.

## 평가
| 평가 |        |
| --- | ------ |
| 통합 점수 통합사 점수 게임랭킹스 81% [ 5 ] 메타크리틱 77/100 [ 6 ] 평론 점수 평론사 점수 디스트럭토이드 8/10 [ 7 ] 게임 인포머 8/10 [ 8 ] 게임스팟 8/10 [ 9 ] IGN 7.8/10 [ 10 ] 닌텐도 라이프 9/10 [ 11 ] |        |
| 통합 점수 |        |
| 통합사 | 점수   |
| 게임랭킹스 | 81%    |
| 메타크리틱 | 77/100 |
| 평론 점수 |        |
| 평론사 | 점수   |
| 디스트럭토이드 | 8/10   |
| 게임 인포머 | 8/10   |
| 게임스팟 | 8/10   |
| IGN | 7.8/10 |
| 닌텐도 라이프 | 9/10   |

## 참조
1. ↑  일본어판 제목 《암드 블루 건볼트》(蒼き雷霆ガンヴォルト), 엉어판 제목 《애저 스트라이커 건볼트》(Azure Striker Gunvolt)